# Poison the Well
Poison the Well était un groupe américain de post-hardcore expérimental, originaire de Miami, en Floride autrefois signé au label Ferret Music. En 2010, le groupe annonce son inactivité. Le guitariste Ryan Primack et le batteur Chris Hornbrook sont les seuls membres restants de la première formation.

## Biographie

### Débuts (1997–2000)
le groupe est originellement nommé An Acre Lost et démarre avec le chanteur Aryeh Lehrer et le guitariste Ryan Primack. Peu après leur première parution sous le nom d'An Acre Lost, dans un split vinyle avec Promise No Tomorrow au label OHEV Records, leur nom change pour Poison the Well.
Poison the Well fait paraître son premier EP, Distance Only Makes the Heart Grow Fonder en 1998. Grâce à ça, ils obtiennent l'attention du label Trustkill Records qui les signe par la suite. Poison the Well fait paraître son premier album studio en 1999, The Opposite of December... A Season of Separation.

### Tear from the Red(2001–2003)
Tear from the Red est le second album de Poison The Well. D'une sonorité metalcore traditionnelle qu'ils ont établie dans leur premier album The Opposite of December, le groupe passe à une sonorité plus mélodique et plus complexe. Tear from the Red est enregistré en xis semaines au Studio 13 de Pompano Beach, en Floride. Le groupe cherchait plus de mélodie, mais toujours autant de sonorité heavy metal. La session d'enregistrement achevée, le groupe commence une tournée nord-américaine aux côtés de Hatebreed, Kittie, Killswitch Engage, Unearth et Eighteen Visions.

### You Come Before You(2003–2005)
Le succès de Tear from the Red et de leur tournée aide Poison The Well à gagner l'attention des labels majeurs, qui montraient de l'intérêt pour les groupes de la scène punk hardcore. Le groupe signe au label Atlantic Records en 2002, et commence l'écriture de son troisième album, You Come Before You.
Poison the Well ressent le besoin de faire évoluer leur son et d'engager des artistes qui les aideraient. Ils démarrent leurs enregistrements aux côtés des producteurs Pelle Henricsson et Eskil Lövström. Ces derniers ont travaillé sur des albums particulièrement influents dans les années 1990 comme Songs to Fan the Flames of Discontent et The Shape of Punk to Come du groupe Refused. Le groupe enregistre à Van Nuys, en Californie aux Sound City Studios puis termine le reste au Tonteknik Recording AB d'Umeå, en Suède. À la suite de cela, le groupe entame une tournée d'un an et demi au Japon, en Australie, en Nouvelle-Zélande et en Europe.

### Versions(2005–2008)

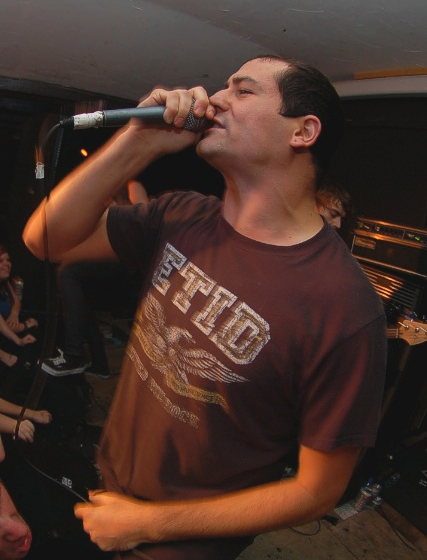
Jeffrey Moreira, sur scène en 2007.

Après le succès de leur précédent album You Come Before You, une pénible tournée a laissé un goût amer chez certains des membres du groupe. En été 2004, le guitariste Derek Miller quitte le groupe. Miller participe aux trois premiers albums de Poison the Well et principalement à l'écriture des chansons. Poison The Well était en pleine pré-production d'un nouvel album lors du départ annoncé de Miller. Ils remplacent Miller par le guitariste Jason Boyer et décide de travailler sur un nouvel album, Versions. 
Après plusieurs mois de travaux, le groupe entre en studio au début de 2005 aux côtés de Pelle Henricsson et Eskil Lövström au Tonteknik Studios d'Umeå, en Suède. Ils feront trois sessions d'enregistrement pour Versions. Ils travaillent avec Henricsson et Lövström sur You Come Before You. Malgré le fait qu'il n'ait aucun label, ils finissent leurs sessions d'enregistrement. 
Le groupe entre en contact avec le président Ferret Music, Carl Severson, pour un accord avec le label. Serverson est ami et fan du groupe, et exprime son intention de les signer. Après leur signature fin 2006, le groupe part encore une fois en Suède pour acherver leur enregistrement. Versions est commercialisé chez Ferret Music le 2 avril 2007 en Europe, et le 3 avril 2007 à l'international.

### The Tropic Rotet inactivité (2009–2010)

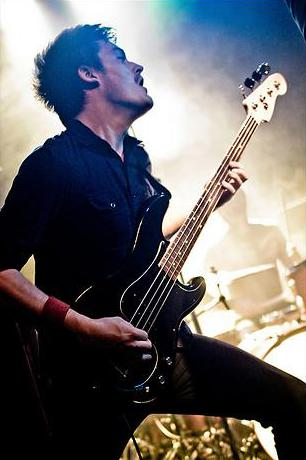
Bradley Grace, Australie, en 2009.

L'écriture de The Tropic Rot démarre quelques semaines après la tournée promotionnelle de Poison the Well pour leur dernier album Versions. The Tropic Rot devait être à l'origine produit par J. Robbins, ce dernier ayant annulé les sessions d'enregistrement à la suite de problèmes familiaux. Steve Evetts est alors choisi comme l'un des producteurs potentiels pour le groupe. L'album est enregistré à la Castle Oaks Production et aux studios The Candy Shop, pour une parution le 7 juillet 2009 au label Ferret Music. L'album atteint la 180e place dès sa première semaine de parution au Billboard 200.
Au premier arrêt de leur tournée avec Billy Talent en septembre 2009, Poison The Well est victime d'un vol à Detroit. Le groupe endormi dans un hôtel, les voleurs se sont échappés avec leur van qui contenait leurs instruments et leurs biens matériels, entre autres. Quelques jours plus tard, ils achètent un nouveau van, et fabriquent des t-shirts à vendre pour acheter de nouveaux instruments. Le 14 juillet 2010, Poison the Well annonce son inactivité dans le but d'« explorer d'autres intérêts. » Entretemps, Rise Records refait paraître leurs albums The Opposite of December et Tear from the Red fin 2012.

### Bref retour (2015–2016)
En mai 2015, Poison the Well se reforme pour deux concerts de réunion : un concert en tête d'affiche le 15 mai à New York et une performance festivalière au Skate and Surf le 17 mai dans le New Jersey. Pour ces concerts, le groupe se compose de Ryan Primack, Chris Hornbrook, Jeffrey Moreira, Bradley Grace avec un nouveau guitariste, Ariel Arro du groupe Glasseater,. À leur performance à New York, les anciens membres de Poison the Welln Andrew Abramowitz et Duane Hosein, les assistent, et l'ancien guitariste Derek Miller se joint au groupe pour une performance de Ghostchant. Rien de plus ne sera prévu de la part du groupe,.
Poison the Well joue une tournée nord-américaine entre juin et juillet 2016 avec Vadim Taver (This Day Forward, A Life Once Lost) et Peter Allen (Gouge Away, Homestretch) à la guitare.

## Membres

### Derniers membres
- Ryan Primack – guitare solo (1997–2010)
- Chris A. Hornbrook – batterie (1997–2010)
- Jeffrey Moreira – chant (1998–2010)
- Bradley Grace – basse, guitare additionnelle (2006–2010)
- Bradley Clifford – guitare rythmique (2006–2010)

### Anciens membres
- Aryeh Lehrer – chant solo (1997–1998)
- Andrew Abramowitz – basse (1997–1998)
- Jeronimo Gomez – basse (1997–1998)
- Shane Halpern – second chant solo (1997)
- Russ Saunders – guitare rythmique (1997)
- Jose Martinez - guitare rythmique (1997–2000)
- Derek Miller – guitare rythmique (1998–2004)
- Duane Hosein – second chant solo (1998)
- Alan Landsman – basse (1998–1999)
- Iano Dovi – basse (1999–2002)
- Steve Looker – guitare rythmique (1999)
- Geoff Bergman – basse (2003–2004)
- Jason Boyer – guitare rythmique (2004–2006)
- Ben Brown – basse (2004–2006)

## Discographie

### Albums studio
- 1999 : The Opposite of December[25]
- 2002 : Tear from the Red
- 2003 : You Come Before You
- 2007 : Versions
- 2009 : The Tropic Rot

### EP
- 1997 : Distance Only Makes the Heart Grow Fonder
- 2009 : I/III II/III III/III